# Hernán Carrasco Vivanco
Hernán Carrasco Vivanco (Arauco, 29 de março de 1923 – Santa Tecla, 10 de setembro de 2023) foi um treinador de futebol chileno.

## Carreira
Vivanco treinou o Alianza na década de 1960, com o qual conquistou tanto a Copa dos Campeões da CONCACAF quanto o campeonato nacional em 1967. Convocou e comandou o elenco da histórica Seleção Salvadorenha de Futebol da Copa do Mundo de 1970. 

## Morte
Vivanco morreu em 10 de setembro de 2023, aos cem anos, no hospital San Rafael em Santa Tecla.